# سرزنش
سَرزَنِش (به انگلیسی: Blame) عملی است مسئول نگه داشتن و بیان اظهارات منفی در مورد فرد یا گروهی که عمل یا انفعال آن‌ها از نظر اجتماعی یا اخلاقی نامناسب است، مخالف آن تحسین است. وقتی فردی از نظر اخلاقی مسئول انجام کار اشتباهی است، عمل آن‌ها سزاوار سرزنش است. در مقابل، وقتی فردی از نظر اخلاقی مسئول انجام کار درست است، می‌توانیم بگوییم که عمل او قابل ستایش است. معانی دیگری از تحسین و سرزنش وجود دارد که از نظر اخلاقی مرتبط نیستند. آدم ممکن است از یک لباس خوب تعریف و تمجید کند و احساس خود را نسبت به سبک لباس خود سرزنش کند.